# Пливање на Летњим олимпијским играма 2024 — 1.500 м слободно за мушкарце
Трке на 1.500 метара слободним стилом за мушкарце на Летњим олимпијским играма 2024. одржале су се 3. августа (квалификације) и 4. августа (финале) на базену Дефанс арене у Паризу. Ова дисциплина је тако по 27. пут била део олимпијског програма, од званичног дебија на ЛОИ 1908. године. 
За трке у овој дисциплини било је пријављено 27 такмичара из 21 земље.
Титулу олимпијског победника са успехом је одбранио репрезентативац Сједињених Држава Роберт Финк који је у финалу испливао и нови светски рекорд у овој дисциплини са временом 14:30.67 минута. Сребро је освојио Италијан Грегорио Палтринијери, а бронзу Данијел Вифен из Ирске. 

## Освајачи медаља
|                   | Резултат    |                             | Резултат |                     | Резултат |
|                   |             |                             |          |                     |          |
| Роберт Финк (USA) | 14:30.67 СР | Грегорио Палтринијери (ITA) | 14:34:55 | Данијел Вифен (IRL) | 14:39.63 |

## Званични рекорди
Пре почетка такмичења, званични рекорди у овој дисциплини су били следећи:
|                      | Име             | Резултат | Место                         | Датум           |
| -------------------- | --------------- | -------- | ----------------------------- | --------------- |
| Светски рекорд СР    | Суен Јанг (КИН) | 14:31.02 | Лондон (Уједињено Краљевство) | 4. август 2012. |
| Олимпијски рекорд ОР | Суен Јанг (КИН) | 14:31.02 | Лондон (УК)                   | 4. август 2012. |

Током трајања такмичења постављен је следећи рекорд:
| Датум     | Трка   | Пливач      | Националност              | Време   | Рекорд |
| --------- | ------ | ----------- | ------------------------- | ------- | ------ |
| 4. август | Финале | Роберт Финк | Сједињене Америчке Државе | 7:38.19 | СР ОР  |

## Квалификационе норме
Квалификациона норма за учешће у овој дисциплини износила је 15:00.99 и сви пливачи који су испливали трку у том времену на неком од званичних такмичења у периоду између 1. марта 2023. и 23. јуна 2024, стекли су право да учествују на Ирама у Паризу. У случају да довољан број пливача нема испливану квалификациону норму, следећи параметар је било селекционо време од 15:05.49. Свака од земаља је имала право да учествује са по максимално два такмичара по дисциплини, под условом да оба такмичара имају испливану квалификациону норму. Одређен број учесничких квота је попуњен на основу специјалних позивница земљама које немају квалификованих спортиста у пливању.

## Резултати квалификација
Квалификационе трке у дисциплини 1500 метара слободно за мушкарце су пливане 3. августа у јутарњем делу програма, са почетком од 11.30 часова по локалном времену (UTC+2). У квалификацијама је учествовало 27 пливача из 21 земље, пливало се у 4 квалификационе групе, а директан пласман у финале остварило је 8 пливача са најбољим резултатима.
| Пласман | Трка | Стаза | Пливач                | НОК                       | Резултат      | Нап.  |
| ------- | ---- | ----- | --------------------- | ------------------------- | ------------- | ----- |
| 1.      | 3    | 4     | Данијел Вифен         | Ирска                     | 14:40.34      | КВ    |
| 2.      | 3    | 3     | Грегорио Палтринијери | Италија                   | 14:42.56      | КВ    |
| 3.      | 4    | 7     | Ахмед Жауади          | Тунис                     | 14:44.20      | КВ    |
| 4.      | 3    | 6     | Давид Обри            | Француска                 | 14:44.90      | КВ    |
| 5.      | 2    | 4     | Кузеј Тунчели         | Турска                    | 14:45.27      | КВ    |
| 6.      | 4    | 4     | Роберт Финк           | Сједињене Америчке Државе | 14:45.31      | КВ    |
| 7.      | 3    | 1     | Дамјен Жоли           | Француска                 | 14:45.52      | КВ    |
| 8.      | 4    | 2     | Давид Бетлехем        | Мађарска                  | 14:45.59      | КВ НР |
| 9.      | 4    | 1     | Феј Ливеј             | Кина                      | 14:50.06      |       |
| 10.     | 4    | 6     | Свен Шварц            | Немачка                   | 14:51.97      |       |
| 11.     | 3    | 8     | Залан Шаркањ          | Мађарска                  | 14:52.42      |       |
| 12.     | 3    | 7     | Лука Де Тулио         | Италија                   | 14:55.61      |       |
| 13.     | 3    | 5     | Самјуел Шорт          | Аустралија                | 14:58.15      |       |
| 14.     | 4    | 5     | Флоријан Велброк      | Немачка                   | 15:01.88      |       |
| 15.     | 3    | 2     | Данијел Џервис        | Уједињено Краљевство      | 15:03.75      |       |
| 16.     | 2    | 8     | Кшиштоф Хмјелевски    | Пољска                    | 15:04.99      |       |
| 17.     | 2    | 2     | Виктор Јохансон       | Шведска                   | 15:05.62      |       |
| 18.     | 4    | 8     | Дејвид Џонстон        | Сједињене Америчке Државе | 15:10.64      |       |
| 19.     | 1    | 5     | Димитриос Маркос      | Грчка                     | 15:11.19      |       |
| 20.     | 2    | 6     | Хенрик Кристијансен   | Норвешка                  | 15:14.11      |       |
| 21.     | 1    | 4     | Нгујен Хуј Хоанг      | Вијетнам                  | 15:18.63      |       |
| 22.     | 2    | 3     | Карлос Гарач          | Шпанија                   | 15:20.84      |       |
| 23.     | 2    | 1     | Емир Батур Албајрак   | Турска                    | 15:23.21      |       |
| 24.     | 1    | 3     | Родолфо Фалкон        | Куба                      | 16:00.31      |       |
| 25      | 4    | 3     | Михајло Романчук      | Украјина                  | Није наступио |       |
| 25      | 2    | 5     | Марван ел Камаш       | Египат                    | Није наступио |       |
| 25      | 2    | 7     | Влад Станку           | Румунија                  | Није наступио |       |

## Резултати финала
Финална трка је пливана 4. августа у вечерњем делу програма, са почетком од 18:37 часова по локалном времену.
| Пласман | Стаза | Пливач                | НОК                       | Резултат | Нап.   |
| ------- | ----- | --------------------- | ------------------------- | -------- | ------ |
|         | 7     | Роберт Финк           | Сједињене Америчке Државе | 14:30.67 | СР     |
| 2       | 5     | Грегорио Палтринијери | Италија                   | 14:34.55 |        |
| 3       | 4     | Данијел Вифен         | Ирска                     | 14:39.63 |        |
| 4.      | 8     | Давид Бетлехем        | Мађарска                  | 14:40.91 | НР     |
| 5.      | 2     | Кузеј Тунчели         | Турска                    | 14:41.22 | ЈСР НР |
| 6.      | 3     | Ахмед Жауади          | Тунис                     | 14:43.35 |        |
| 7.      | 6     | Давид Обри            | Француска                 | 14:44.66 | НР     |
| 8.      | 1     | Дамјен Жоли           | Француска                 | 14:52.61 |        |